# 207723 Jiansanjiang
207723 Jiansanjiang este o planetă minoră (asteroid) din centura de asteroizi. A fost descoperită pe 11 septembrie 2007 la Xuyi County⁠(d) de Observatorul de pe Muntele Purpuriu⁠(d). 
Obiectul prezintă o orbită caracterizată de o semiaxă mare de 2,340393251312 UAi, o excentricitate de 0,05, o înclinație de 3,7 ° în raport cu ecliptica.